# Theodor II. (Byzanz)

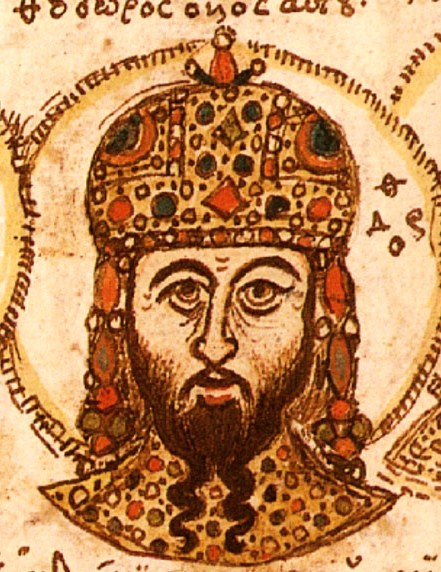
Theodor II. Laskaris (Bildnis aus dem 15. Jahrhundert)

Theodor II. Laskaris (mittelgriechisch Θεόδωρος Βʹ Λάσκαρης; * 1221 in Nikaia; † August 1258 in Nymphaion) war byzantinischer Kaiser im Kaiserreich Nikaia von 1254 bis 1258. Er gehörte der Dynastie der Laskariden an.
Theodor wurde 1221 als Sohn des Kaisers Johannes III. Dukas Vatatzes geboren. Seine Lehrer waren Nikephoros Blemmydes und Georgios Akropolites.
1235 heiratete er die Tochter des Zaren Iwan Assen II. von Bulgarien, Helena Assen, mit der er zehn Kinder hatte, zwei Jungen und acht Mädchen. Sie starb zwischen 1249 und 1254.
Theodor wurde 1252 von seinem Vater zum Mitkaiser erhoben. Nach dem Tod Johannes’ III. wurde er am 3. November 1254 dessen Nachfolger. Außenpolitisch ist er vor allem durch zwei Feldzüge bekannt, in denen er Thrakien und Makedonien besetzte. Das außenpolitische Hauptziel der Zeit, die Rückeroberung von Konstantinopel, wurde jedoch nicht erreicht. Innenpolitisch förderte Theodor Bildung und Wissenschaft. Er bemühte sich, durch den Aufbau von Unterrichtsstätten die Bildung breiter Bevölkerungskreise zu heben. Das Reich erlebte unter ihm eine kulturelle Blüte.
Die mangelnde Gesundheit Theodors II. – er litt unter Epilepsie und Depressionen – und sein früher Tod 1258 verhinderten, dass seine Fähigkeiten als Regent voll zur Entfaltung kamen. Sein minderjähriger Sohn Johannes IV. Laskaris übernahm die offizielle Herrschaft nach dem Tod seines Vaters, konnte sich jedoch nur bis 1259 an der Macht halten. Die tatsächliche Herrschergewalt übte der Feldherr Michael Palaiologos aus, der Johannes IV. Laskaris schließlich blenden ließ und in ein Kloster schickte.
Theodor verfasste eine Reihe von philosophischen und theologischen Schriften, darunter Acht Reden über die christliche Theologie, Einfache Beschreibung des Universums, Die Prinzipien der natürlichen Gemeinschaft, Kompendium ethischer Bemerkungen über die Instabilität des Lebens, Traktat über die Tugend, Lobrede auf die Weisheit, Lobrede auf die große Stadt Nikaia und eine Grabrede auf den König der „Alemannen“ Friedrich (Barbarossa). Ferner sind von ihm über 200 Briefe überliefert.